# Clare Bowen
Clare Maree Bowen (* 12. května 1984, South Coast, Nový Jižní Wales, Austrálie) je australská herečka a zpěvačka.
Nejvíce se proslavila rolí Scarlett O'Connor v seriálu stanice ABC Nashville.

## Život
Narodila se v Austrálii. Jejími rodiči jsou Tony, vedoucí první třídy u aerolinky Qantas a Kathleen, designérka. Má mladšího bratra muzikanta Timothyho. Ve 4 letech začala bojovat s rakovinou a v 7 letech nad ní vyhrála. Studovala na škole v Dulwich Hill, na předměstí Sydney a poté na University of Wollongong v Novém Jižním Walesu, kde v roce 2006 získala titul.

## Kariéra
V roce 2006 se objevila v australském dramatu The Combination a získala hostující role v seriálech The Cut, Gangs of Oz, Chandon Pictures a Home and Away. V roce 2010 byla obsazena do hlavní role Wendly Bergam v australské produkci muzikálu Spring Awakening. V roce 2011 byla obsazena do hlavní role Marty ve filmu Dead Man's Burden.
V roce 2012 získala roli v televizním seriálu stanice ABC Nashville. Seriál byl vybrán stanicí pro svou sezonu 11. května 2012.

## Filmografie

### Film
| Rok  | Název                     | Role            | Poznámky    |
| ---- | ------------------------- | --------------- | ----------- |
| 2009 | The Combination           | Sydney          |             |
| 2010 | The Clearing              | Evelyn          | Krátký film |
| 2010 | The Talk                  | Žena            |             |
| 2010 | The Invivation            | Candice         | Krátký film |
| 2010 | The Clinic                | Ivy             |             |
| 2010 | 10 Days to Die            | Maddy McCarthy  |             |
| 2011 | A Burning Thing           | Jen             | Krátký film |
| 2011 | Cupid                     | Casey           | Krátký film |
| 2012 | Suspended                 | Carla           | Krátký film |
| 2012 | Dead Man's Burden         | Martha Kirkland |             |
| 2012 | Not Suitable for Children | Gypsy           |             |
| 2012 | The Red Valentine         | Žena            | Krátký film |

### Televize
| Rok             | Název            | Role              | Poznámky                     |
| --------------- | ---------------- | ----------------- | ---------------------------- |
| 2009            | The Cut          | Donna Gilbertson  | Epizoda A Little Bit of Biff |
| 2009            | Chandon Pictures | Krystal           | Epizoda: The Lifestyle       |
| 2009            | All Saints       | Holly Russel      | Epizoda: A precious Waste    |
| 2009            | Gangs of Oz      | Svetlana          | Epizoda: In from the Cold    |
| 2010            | Home and Away    | Nina Bailey       | 4 epizody                    |
| 2012–současnost | Nashville        | Scarlett O'Connor | hlavní postava               |

### Divadlo
- Candide (2003)
- Our Town jako Paní Webb (2004)
- The Good Doctor jako milenka (2005)
- Meamorphoses jako Alcyone a Pomona (2006)
- Peer Gynt jako Peer Gynt (2006)
- 4 Plays About Wollongong (2009)
- Hat's Off/Spring Awakening jako Wendla Bergman (2010)